# گماندشت
گماندشت یک روستا در ایران است که در دهستان درام واقع شده‌است. گماندشت ۱۲۸ نفر جمعیت دارد.